# Època precolombina de Mèxic
La història de l′època precolombina de Mèxic es coneix bàsicament pel treball dels arqueòlegs, car no es disposa de fonts escrites que permetin conèixer amb detall el desenvolupament dels pobles que van habitar el territori que avui es coneix com a Mèxic durant el període que va des de l'arribada dels éssers humans a aquestes terres fins a la conquesta espanyola en el segle xvi. És excepcional el cas dels maies del Període clàssic, i els mixteques i mexicans del període postclàssic, car s'explica amb documents sobre aquestes cultures, encara que només fins a dates molt recents s'ha pogut desxifrar el seu contingut.

## Poblament d'Amèrica
Existeixen diverses hipòtesis sobre el poblament d'Amèrica. La més acceptada l'atribueix a les migracions de pobles paleomongols que habitaven Sibèria abans de les glaciacions. Quan aquestes migracions van ocórrer, en l'actual estret de Bering, on va haver d'emergir un pont de terra entre Amèrica i Àsia a causa del descens en el nivell del mar. Seguint aquesta teoria, és possible que grups de caçadors arribessin a Amèrica del Nord seguint a les seves preses. Segles després, en concloure l'era glacial, els caçadors van quedar atrapats al nou continent i van anar remuntant aquestes terres, en direcció cap al sud. Potser un argument per considerar una altra possibilitat per al poblament d'Amèrica és la troballa de restes humanes a La Toca, Brasil, datades en 45 mil anys aC, mentre que les restes trobades a American Falls (Estats Units) tenen uns dos mil anys menys. De fet, altres teories plantegen la possibilitat d'un poblament múltiple, des d'Àfrica, Àsia i Polinèsia.

## L'etapa lítica (32.000 - 7.000 aC)
Els arqueòlegs consideren que aquest ampli període de la prehistòria mexicana comença amb l'arribada dels primers éssers humans al territori del que avui es considera Mèxic. La conclusió d'aquesta etapa varia d'acord amb la regió cultural que es tracti, més primerenca per a Mesoamèrica i més tardana per a Aridoamèrica. Al llarg d'aquest vast període, els grups originals de caçadors i recol·lectors nòmades van anar evolucionant cap a formacions socials sedentàries dedicades a l'agricultura (en les zones on el medi ho permetia). L'etapa lítica adquireix el seu nom de la gran quantitat d'instruments fabricats amb pedra datats d'aquest temps. Això no vol dir que la pedra fos l'únic material que aquells grups humans van conèixer, sinó que aquest va ser el que millor va resistir el pas del temps. També es denomina aquesta etapa el període preceràmic, car consideren que la ceràmica és una característica definitòria de les societats agrícoles.

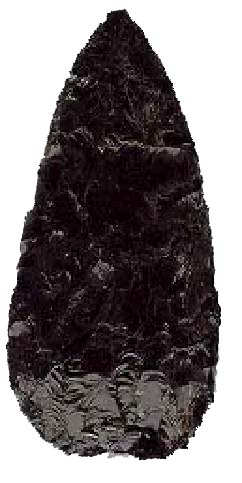
Punta de la tradició Clovis

Se subdivideix en quatre grans períodes:
- Arqueolític: va del 30000 aC fins al 9500 aC. Es caracteritza per l'elaboració d'instruments en una tradició tecnològica incipient, amb absència de puntes de fletxa. La tecnologia lítica d'aquest període estava orientada més cap a l'aprofitament d'espècies menors i el processament de vegetals. Els jaciments arqueològics més representatius d'aquest temps són la llacuna Chapala, a la Baixa Califòrnia; El Cedral, San Luis Potosí (el lloc més antic de què es tingui notícia); i Tlapacoya, estat de Mèxic.
- Cenolític inferior: va des del 9500 aC al 7000 aC. És un període caracteritzat per un canvi climàtic que motiva la transformació de les pautes d'explotació del medi, l'organització social i la tecnologia. Un dels elements més distintius de la tecnologia d'aquest període són les puntes Clovis, que han estat trobades sobretot en el nord de Sonora i en la vall de Tlaxcala. També es van desenvolupar les tradicions Folsom (en el desert de Chihuahua i Tamaulipas), i la tradició Paiján, al sud-est.
- Cenolític superior: aquest període s'inicia en l'any 7000 aC, però la seva conclusió depèn de l'àrea cultural en qüestió. A Mesoamèrica i Aridoamèrica, conclou amb el desenvolupament de les cultures agrícoles del Golf, Oaxaca i Vall de Mèxic (fet que defineix les diferències entre ambdues regions); i a Oasiamèrica, conclou amb la consolidació d'aquesta zona com una àrea cultural autònoma, aproximadament cap a l'any 100. Per a aquestes dates, els grans mamífers, que eren base de la subsistència d'aquells pobles, havien estat extints. Per això, l'economia es reorientà cap a la recol·lecció i la caça menor. La conseqüència d'aquest canvi en la manera de subsistència va propiciar el desenvolupament de tecnologies destinades al processament dels vegetals (alguns instruments inventats en aquesta època, com el molcajete i el metate, continuen en ús en moltes parts de Mèxic). Encara que l'esquema de l'explotació de recursos era similar per a totes les regions, s'observa un procés de diversificació cultural que va donar origen a les cultures del desert mexicà:
  - Complex San Dieguito (Baixa Califòrnia)
  - Complex Comondú (Baixa Califòrnia Sud)
  - Complex Cochise (Sonora i Chihuahua)
  - Les Neus (Coahuila de Zaragoza i Chihuahua)
  - Jora-Mairán (Coahuila de Zaragoza)
  - Caracoles i Las Chivas (Durango i Zacatecas)
  - Tradició de Mèxic central: les tradicions culturals del Cenolític superior van incorporar l'ús de fibres per a corderia, tèxtils i cistelleria. Els seus patrons de residència són més complexos que en períodes anteriors.
- Protoneolític: se solapa[Cal aclariment]
 en el temps amb el període anterior, car va de l'any 5000 aC al 2500 aC, i està relacionat amb el desenvolupament d'una agricultura incipient en certes àrees de Mèxic, especialment en la vall de Tehuacán, la zona occidental de Jalisco i la regió Cuenca del Balsas, on alguns autors consideren que va tenir lloc la domesticació del blat de les índies. Aquesta revolució tecnològica va propiciar el desenvolupament de nous instruments, amb un millor acabat respecte als anteriors, en virtut d'un major domini de les tècniques de llaurat de pedra. Al llarg d'aquest període, l'agricultura es convertirà a poc a poc en el principal mitjà de subsistència per a l'àrea mesoamericana, amb la qual cosa, la història precolombina de Mèxic seguirà camins diferents entre Mesoamèrica i Aridoamèrica.

## Aridoamèrica
El desenvolupament de les cultures agrícoles de Mesoamèrica és presa com la fita històrica que marca la separació d'aquesta superàrea cultural pel que fa a Aridoamèrica, ocupada per pobles caçadors-recol·lectors nòmades. Això, com es va exposar en l'apartat anterior, va ocórrer aproximadament en l'any 2500 aC. El primer que va emprar aquest terme va ser Paul Kirchhoff el 1954. Per diferenciar els aridoamericans d'altres pobles veïns com els mesoamericans i els indis de les praderes, Kirchoff va distingir els caràcters econòmics (pobles dedicats a la recol·lecció de vegetals que combinaven de manera secundària amb caça) i patrons de residència (poblacions nòmades) peculiars de la superàrea. Hi va incloure, a més, els pobles recol·lectors i pescadors que tenien una agricultura poc desenvolupada (com els pobles de la serra de Tamaulipas). El paisatge aridoamericà és summament variat. S'estén per planícies, muntanyes molt escarpades, costes i altiplans. La vegetació i la fauna són igualment diverses. Això va propiciar una fragmentació de les pràctiques culturals, orientades a l'explotació eficient dels recursos disponibles. Per això, mentre que els indis californians disposaven de fusta i altres productes del bosc, els pobles del desert passaven penúries en temps de crisi perllongada que, fins i tot, els portava a menjar terra o escorces per a enganyar la fam. Kirchoff també va proposar una divisió d'Aridoamèrica (que alguns autors anomenen Gran Chichimeca) en àrees culturals per facilitar-ne l'estudi. Les regions distingides per Kirchoff són les següents:
- Centre i Sud de Califòrnia
- Gran Conca
- Nord-oest d'Arizona
- Sud de Texas
- Apacheria
- Nord de Mèxic
- Baixa Califòrnia
- Costa de Sonora

## Horitzons culturals de Mesoamèrica
La història de Mesoamèrica es divideix en horitzons culturals o períodes. El nom pot canviar d'acord amb els autors consultats, però en general s'accepta la divisió en tres grans etapes, apuntades en els anteriors apartats de l'article. S'aclareix que les dates de conclusió de cadascun dels períodes també depenen del desenvolupament històric de cada cultura o àrea cultural.